# Compsibidion niveum
Compsibidion niveum är en skalbaggsart som först beskrevs av Ubirajara Ribeiro Martins 1962.  Compsibidion niveum ingår i släktet Compsibidion och familjen långhorningar. Inga underarter finns listade i Catalogue of Life.